# Rearme británico
Rearme británico es el rearme del Reino Unido que, como respuesta al rearme alemán, se produjo en el periodo que va de 1934 hasta 1939, momento en que estalla la Segunda Guerra Mundial.
Tras la victoria en la Primera Guerra Mundial, "the war to end all wars" (la guerra que terminaría con todas las guerras), El Reino Unido confiaba en el principio de seguridad colectiva que ponía en la Sociedad de Naciones el foro en el que se dirimirían los conflictos pacíficamente. La regla de los diez años  (Ten Years Rule) implicaba una previsión de futuro que no esperaba la repetición de una guerra de gran envergadura en los siguientes diez años. Ese principio fue abandonado en 1932.
La república de Weimar no se consideró una amenaza durante la década de 1920, pero la situación cambió radicalmente cuando Adolf Hitler llegó al poder en 1933, produciéndose la salida de Alemania (para entonces convertida en el Tercer Reich) de Sociedad de Naciones y la Conferencia de Desarme de Ginebra.
La confianza en la superioridad militar británica sobre Alemania hizo que hasta mediados de la década de 1930 los aviones de combate de primera línea de la Royal Air Force (RAF) siguieran siendo biplanos similares a los utilizados en la Primera Guerra Mundial. El programa de rearme permitió a la RAF adquirir monoplanos modernos, como el Hawker Hurricane y Supermarine Spitfire, de modo que se dispuso de un número suficiente para defender el Reino Unido en la Batalla de Inglaterra en 1940, durante las primeras etapas de la Segunda Guerra Mundial.
El rearme también condujo a la Royal Navy a la adquisición de cinco nuevos acorazados de la clase King George V, y la modernización en distinto grado de los buques de guerra ya existentes. Aunque buques tales como el HMS Renown y el HMS Warspite fueron completamente modernizados; otros, como el HMS Hood, la clase Nelson, la clase Soveriegn Real, el HMS Barham y el HMS Repulse habían quedado en gran medida obsoletos (carecían de mejoras en acorazamiento horizontal, en los puentes de mando, y en la maquinaria).
De forma igualmente importante, se encargaron y construyeron portaaviones de la clase Illustrious, así como una serie de nuevas clases de grandes cruceros.
El ejército de tierra fue reequipado con modernos tanques, obuses, etc., y la Royal Ordnance Factory comenzó a producir municiones en gran escala, esfuerzo que se complementó con la creación de Shadow Factories (fábricas ocultas) propiedad del gobierno, al mismo tiempo que se encargaban todo tipo de trabajos a la industria privada y a las Agency Factories de propiedad estatal y existencia reconocida.